# Lijst van oorlogsmonumenten in Dongen
De Nederlandse gemeente Dongen heeft twee oorlogsmonumenten. Hieronder een overzicht.
| Nr.  | Object              | Herdachte groep              | Ontwerper     | Onthulling       | Type        | Locatie                     | Plaats        | Coördinaten                   | Foto |
| ---- | ------------------- | ---------------------------- | ------------- | ---------------- | ----------- | --------------------------- | ------------- | ----------------------------- | ---- |
| 2454 | Bevrijdingskapel    | algemeen, burgerslachtoffers |               | 15 augustus 1950 | kapel       | Nieuwstraat 10, 5104 HA     | Dongen        | 51° 37' 34" NB, 4° 56' 24" OL |      |
| 2455 | Bevrijdingsmonument | burgerslachtoffers           |               | 5 november 1994  | gedenksteen | Molendijk, 5109 RL          | 's-Gravenmoer | 51° 39' 30" NB, 4° 56' 33" OL |      |
|      | Stolpersteine       | vervolgden Nederland         | Gunter Demnig |                  | plaquette   | Zie Stolpersteine in Dongen | 's Gravenmoer |                               |      |

Alphen-Chaam ·
Altena ·
Asten ·
Baarle-Nassau ·
Bergeijk ·
Bergen op Zoom ·
Bernheze ·
Best ·
Bladel ·
Boekel ·
Boxtel ·
Breda ·
Cranendonck ·
Deurne ·
Dongen ·
Drimmelen ·
Eersel ·
Eindhoven ·
Etten-Leur ·
Geertruidenberg ·
Geldrop-Mierlo ·
Gemert-Bakel ·
Gilze en Rijen ·
Goirle ·
Halderberge ·
Heeze-Leende ·
Helmond ·
's-Hertogenbosch ·
Heusden ·
Hilvarenbeek ·
Laarbeek ·
Land van Cuijk ·
Loon op Zand ·
Maashorst ·
Meierijstad ·
Moerdijk ·
Nuenen, Gerwen en Nederwetten ·
Oirschot ·
Oisterwijk ·
Oosterhout ·
Oss ·
Reusel-De Mierden ·
Roosendaal ·
Rucphen ·
Sint-Michielsgestel ·
Someren ·
Son en Breugel ·
Steenbergen ·
Tilburg ·
Valkenswaard ·
Veldhoven ·
Vught ·
Waalre ·
Waalwijk ·
Woensdrecht ·
Zundert